# Aimée d'Assise
Pour les articles homonymes, voir Aimée.
Aimée d'Assise, en italien : Amata (de Corano) d’Assisi, née vers 1200, morte en 1252, est reconnue bienheureuse par l'Église catholique. Elle est fêtée le 20 février.

## Biographie
Nièce de Claire d'Assise, de la grande famille des Offreduccio, Aimée était une jeune fille mondaine et frivole aux dires de ses contemporains.
Un jour qu'elle allait visiter sa tante Claire (qui a suivi saint François) au couvent de Saint Damien, elle prit alors la décision de devenir religieuse à son tour. Elle entre chez les Clarisses en 1213.
Elle vécut dès lors dans la plus complète austérité. Elle en tombe malade et Claire la délivre, d'un signe de croix, d'une toux persistante qui a duré 13 mois. Elle mourut plus tard d'hydropisie.
Son corps est transféré au couvent de sainte Claire d'Assise, dans la chapelle Saint-Georges. Au XVIIe siècle, on réunit les reliques d'Aimée d'Assise avec celles de la bienheureuse Benoîte et de sainte Agnès (sœur de Claire).

## Source
- Alain Guillermou, Le livre des saints et des prénoms, 1976, p. 23.